# Madaura
Madaura (Madauros, Madaurus, Madaure), est une ancienne cité berbère et romaine, et un ancien diocèse de l'Église catholique dans l'ancien état de Numidie, dans l'actuelle Algérie, à l'emplacement de la ville moderne de M'daourouch.

## Histoire
Madaura, (en latin Madauros) d’où vient le nom de M'daourouch, une ville antique située à 50 km de Thagaste (Souk Ahras) au nord-est du pays dans les Aurès. Successivement berbère, romaine, vandale et byzantine. C'est sur le site d'une ancienne ville numide que la cité romaine de Madaura, fut fondée sous les Flaviens. Mentionnée dès le IIIe siècle, elle ne survécut pas aux invasions arabes du VIIe siècle.
La naissance de la ville remonte au Ve siècle av. J.-C. sous l’égide des Puniques. Madaura fut érigée en colonie romaine à la fin du premier siècle et était célèbre pour sa « schola ». Une colonie de vétérans y fut établie ; elle fut nommée Colonia Flavia Augusta Veteranorum Madaurensium sous l'empereur Nerva.
La ville était entièrement romanisée au IVe siècle, avec une population de Berbères chrétiens parlant principalement le roman africain, selon Theodor Mommsen.
Cette ville était célèbre par son université, l’une des premières du continent africain et le mécénat culturel de ses habitants. Ce qui attirait une foule composite d’hommes de lettres, de philosophes, de grammairiens, de mathématiciens et de rhétoriciens.
Madaura était le siège d'un diocèse chrétien. Trois évêques célèbres y ont exercé : Antigonus, qui a participé au Concile de Carthage de 349 ; Placentius, qui a pris part au concile de Carthage de 407 et à la Conférence de 411 ; et Pudentius, qui fut contraint à l'exil avec d'autres présents au Synode de 484 en raison du roi vandale Huneric.

## Site archéologique

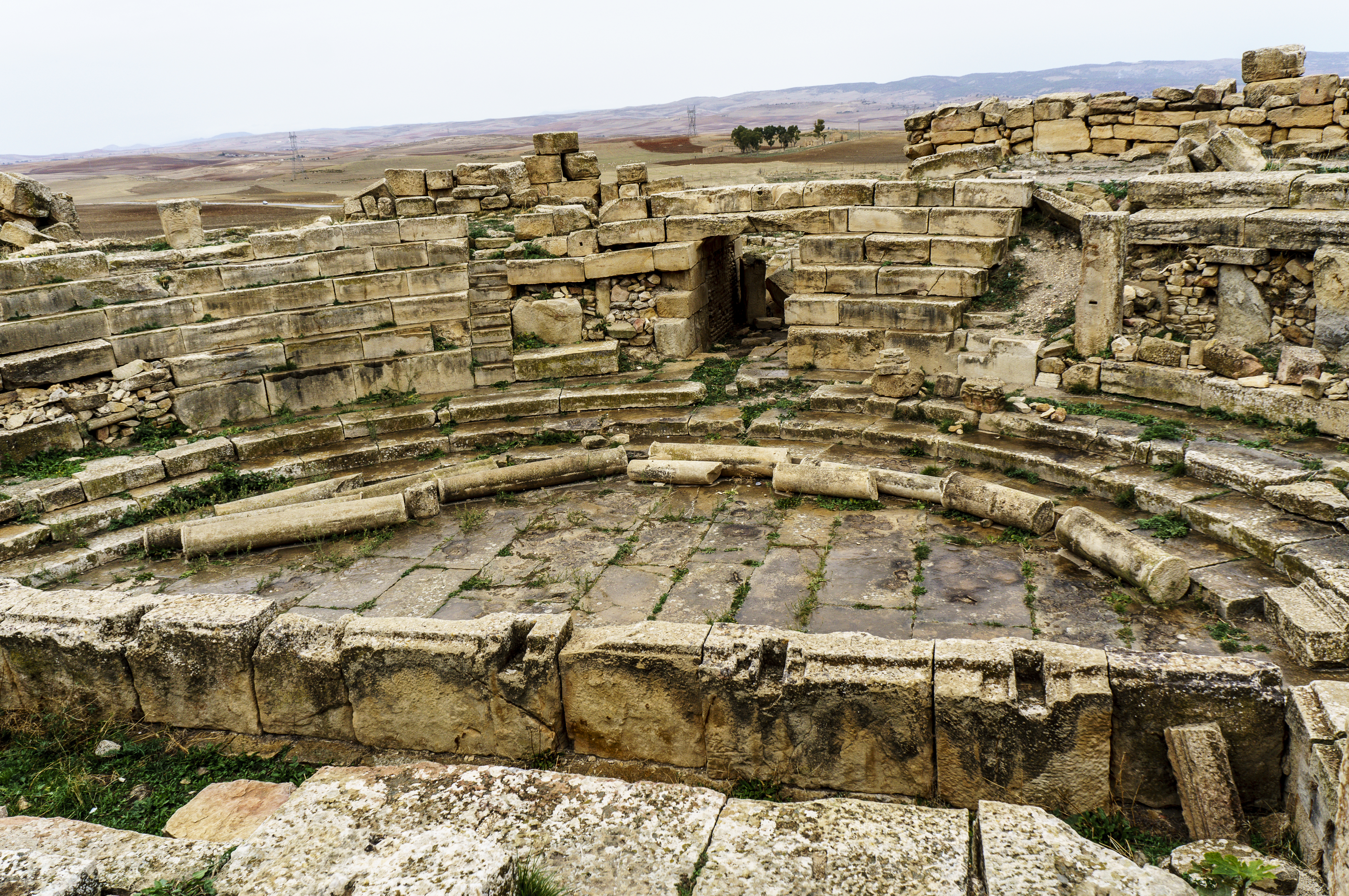
Le théâtre romain de Madaura.

Les ruines de Madaura se trouvent à proximité de la ville actuelle de M'daourouch (arabe : مداوروش) en Algérie contemporaine. Il est possible d'y voir :
- Un mausolée romain avec chambre funéraire au rez-de-chaussée et loge de statue à l'étage[6].
- Un théâtre dégagé en 1919 et 1922, est un des plus petits d'Afrique romaine, mesurant 33 mètres sur 20 mètres et n'offrant que huit rangées de sièges. Sa construction, payée par un notable de Madaura, a couté 375 000 sesterces[7], et a été facilité par l'appui fourni par le portique du forum[8]. Il a été modifié par la construction d'une forteresse byzantine édifiée en 535 sous Justinien dont la face Est et une partie de la face Nord sont bien conservées.
- De petites thermes romaines.
- Une basilique chrétienne de l'époque byzantine à trois nefs séparées par une double colonnade.
- Des huileries qui ont fait la renommée de la cité.
- Quelques épitaphes avec des inscriptions latines.

## Diocèse
Au XVIe siècle, Madaura devient le siège d'un diocèse catholique, le diocèse de Madaure, qui devient ensuite un siège titulaire.
Le Martyrologe romain, à la date du 18 décembre, mentionne un groupe de martyrs chrétiens :
« En Afrique du Nord, commémoration des saints martyrs Namfamone, Míggine, Sanámis et Lucítas, qui, selon le témoignage du païen Maxime de Madauros dans une lettre à saint Augustin, étaient l'objet d'une grande vénération parmi le peuple chrétien.»
Ce groupe de martyrs est explicitement attribué à cette ville dans le Vetus Martyrologium Romanum et inscrit à la date du 4 juillet.
Les évêques anciens connus :
- Antigonus † (mentionné en 345/348)
- Piacentinus (ou Piacentius) † (avant 407 - après 416 ?)
- Donatus † (mentionné en 411) (évêque donatiste)
- Lepidianus † (Ve siècle)
- Pudentius † (mentionné en 484)
- Respectus † (mentionné en 531)
- Maurentius † (VI/VIIe siècle)

Depuis le XVIe siècle, Madaura est comptée parmi les sièges épiscopaux titulaires de l'Église catholique. Depuis le 8 novembre 2024, l'évêque titulaire est Thinh Xuan Nguyen, évêque auxiliaire de Melbourne.

## Personnalités notables
Apulée, l’auteur du célèbre roman L'Âne d'or, qui est le seul roman latin à avoir survécu dans son intégralité, est né à Madaura dans les années 120. Lucius, le protagoniste (fictif) du roman, est également originaire de Madaura.
Saint Augustin d'Hippone a étudié à Madaura au IVe siècle, dans la célèbre Université de Madaure. Cette dernière fut fréquentée par l'orateur et grammairien romain Maxime de Madaure, et l'écrivain, poète, théoricien de la musique et philosophe Martianus Capella,,,,,.